# 阿韦胡埃拉
阿韦胡埃拉，是西班牙阿拉贡自治区特鲁埃尔省的一个市镇。总面积87平方公里，总人口49人（2018年），人口密度1人/平方公里。